# Trebbiano romagnolo
Trebbiano romagnolo (parfois Trebbiano della Fiamma, Trebbiano di Romagna ou Trebbiano Romagnolo Bijeli) est un cépage blanc italien de la famille des Trebbiano.

## Caractéristiques
Le Trebbiano romagnolo donne un vin blanc neutre doté d'une acidité relevée. Il peut aussi être utilisé pour produire des eaux-de-vie. Le Trebbiano romagnolo se caractérise par une grappe, des feuilles et une baie de taille moyenne. Sa peau est pruineuse, ferme, de couleur vert jaunâtre et parfois légèrement ambrée.

## Histoire
La première apparition de ce cépage dans les écrits remonte à 1303 à Ravenne par Pietro de' Crescenzi. En 2016, selon les statistiques Kym Anderson, 19 059 hectare sont consacrés à la culture de Trebbiano romagnolo, ce qui en fait le 43e cépage le plus cultivé au monde.